# Вад, Свенн
Свенн Вад (дат. Svend Vad; 3 февраля 1928, Боу — 4 декабря 2004, Хадерслев) — датский боксёр лёгкой весовой категории. В конце 1940-х годов выступал за сборную Дании: бронзовый призёр летних Олимпийских игр в Лондоне, обладатель бронзовой медали чемпионата Европы, чемпион национального первенства, участник многих международных турниров и матчевых встреч. В период 1949—1958 боксировал на профессиональном уровне, но без особых достижений.

## Биография
Свенн Вад родился 3 февраля 1928 года в коммуне Боу (ныне входит в состав коммуны Обенро), область Южная Дания. Активно заниматься боксом начал в раннем детстве, проходил подготовку в спортивном клубе «Семпер» в городе Хадерслев. Первого серьёзного успеха на ринге добился в возрасте восемнадцати лет в 1946 году, когда в полулёгком весе стал чемпионом Дании среди любителей. Год спустя побывал не чемпионате Европы в Дублине, откуда привёз медаль бронзового достоинства. Благодаря череде удачных выступлений удостоился права защищать честь страны на летних Олимпийских играх 1948 года в Лондоне — дошёл здесь до стадии полуфиналов лёгкого веса, после чего проиграл представителю ЮАР Джеральду Дрейеру, который в итоге и стал олимпийским чемпионом. В матче за третье место должен был драться с американцем Уолласом Смитом, но тот отказался от дальнейшего участия в соревнованиях.
Получив бронзовую олимпийскую медаль, Вад продолжил выходить на ринг в составе датской команды, принимая участие во всех крупнейших международных турнирах. Так, в 1949 году он представлял Европу в матчевой встрече с победителями престижного американского турнира «Золотые перчатки», но свой бой с Аланом Муди проиграл. Вскоре решил попробовать себя среди профессионалов и покинул сборную. Его статистика в любительском боксе: 196 боёв, 182 победы и 14 поражений.
Уже в октябре 1949 года состоялся профессиональный дебют Вада, своего первого соперника австрийца Карла Маркхарта он победил по очкам в шести раундах. В течение двух последующих лет провёл множество удачных поединков, в феврале 1951 года боролся с Йоргеном Йохансеном за титул чемпиона Дании в лёгком весе, но побывал в нокдауне и проиграл решением судей. Вскоре потерпел ещё одно поражение, и развитие его карьеры резко замедлилось — матчи стали проходить нерегулярно и далеко не с самыми сильными оппонентами. Вад оставался действующим спортсменом вплоть до конца 1958 года, но в последнее время уже не показывал сколько-нибудь значимых результатов. Всего в профессиональном боксе провёл 18 боёв, из них 15 окончил победой, два раза проиграл, в одном случае была зафиксирована ничья. Умер 4 декабря 2004 года в Хадерслеве.